# 野尻バイパス
野尻バイパス（のじりバイパス）は、長野県上水内郡信濃町で事業中の国道18号のバイパスで、冬季の堆雪帯確保、急勾配の解消、歩道整備、野尻湖付近の夏季の渋滞防止などを目的に計画された。野尻IC関連ともされる。

## 概要

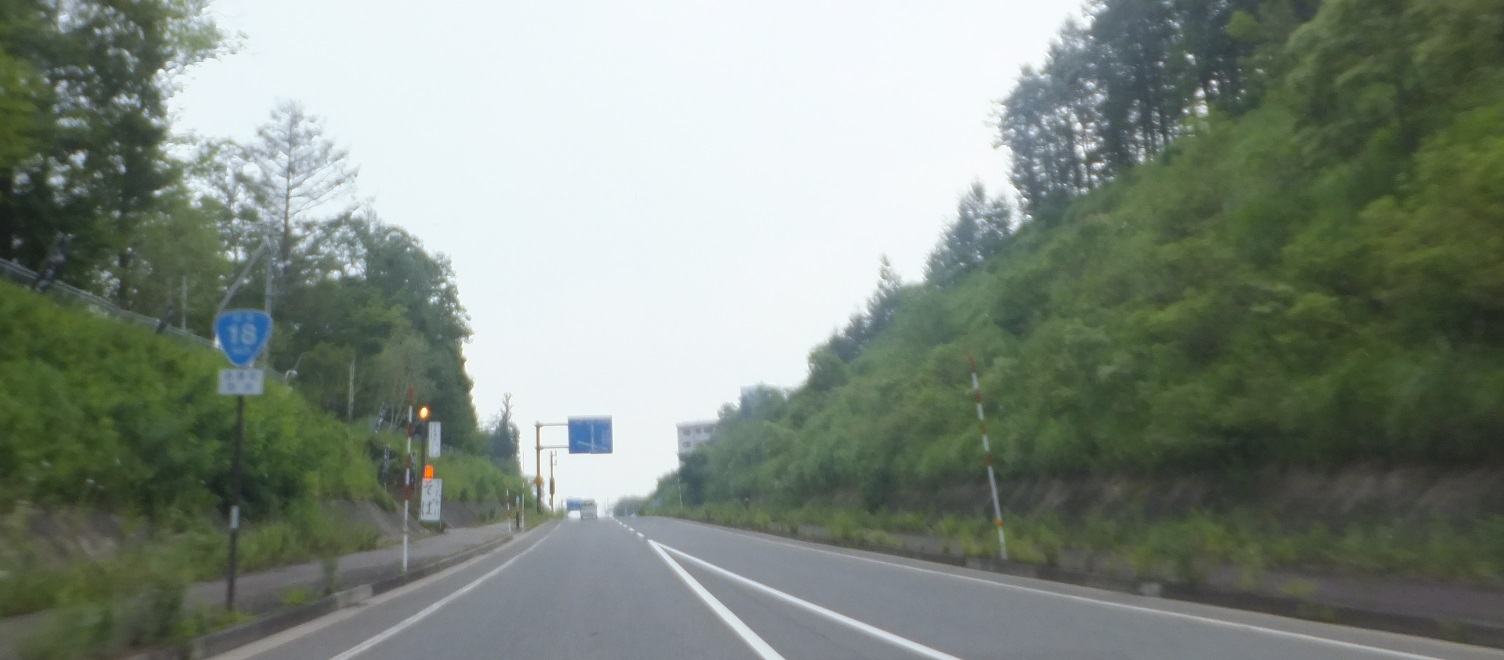
野尻バイパス
柏原で撮影

バイパス区間と現道改良区間からなる。2021年現在、総延長約8.7 kmのうち、上信越自動車道信濃町IC付近 - 野尻湖付近の延長約3.3 kmと起点側古間の延長約1.0 kmが供用中である（信濃町IC入口交差点 - ナウマンゾウ発掘地交差点は現道拡幅）。（野尻ICは信濃町ICの仮称）

### 路線データ
- 起点 : 長野県上水内郡信濃町古間
- 終点 : 長野県上水内郡信濃町野尻
- 全長 : 8.7 km
- 規格 : 第3種第2級
- 設計速度 : 60 km/h
- 道路幅員 : 17.0 m
- 車線幅員 : 3.5 m
- 車線数 : 2車線

## 歴史
- 1985年度（昭和60年）8月 : 信濃町野尻（延長2.5 km）都市計画決定[2]。
- 1989年度（平成元年度）: 事業化[2]。
- 1990年（平成2年）8月 : 信濃町野尻 - 古間（延長6.2 km）都市計画決定[2]。
- 1993年（平成5年）: 用地買収着手[2]。
- 1994年（平成6年）: 埋蔵物文化財調査開始、着工[2]。
- 1997年（平成9年）10月 : 信濃町ICの開通に合わせ、バイパス部現道交差点 - IC区間（0.8 km）供用開始[2]。
- 1999年度（平成11年度）: 現道区間（0.3 km）拡幅完成[2]。
- 2000年度（平成12年度） : 現道区間（0.4 km）拡幅完成[2]。
- 2001年度（平成13年度） : 現道区間（0.4 km）拡幅完成[2]。
- 2003年（平成15年）7月 : 野尻トンネルを含むバイパス部信濃町野尻上野原 - 信濃町野尻土橋（1.4 km）供用開始[2]。
- 2017年（平成29年）11月29日 : 線形改良区間の信濃町古間（1.0 km）供用開始[3]。

## 路線状況

### 主要構造物
- 野尻トンネル : 延長200 m（バイパス部）
  - 1999年度（平成11年度）着手、 2003年度（平成15年度）供用[4]。

### 道の駅
- しなの

## 地理

### 通過する自治体
- 長野県
  - 信濃町

### 交差する道路
↑ 国道18号
- （信濃町古間松尾付近）
  - 長野県道364号古間停車場線
- （信濃町古間上町付近） - ※建設中区間ここから
  - 国道18号現道
- （信濃町柏原仁ノ倉付近）
  - 長野県道36号信濃信州新線
- （信濃町柏原熊倉付近）
  - 長野県道119号杉野沢黒姫停車場線（旧道）
- （信濃町柏原大平付近） - ※建設中区間ここまで
  - 長野県道119号杉野沢黒姫停車場線（バイパス）
- 信濃町IC
  - 上信越自動車道
- 信濃町IC入口交差点（信濃町野尻貫ノ木）
  - 国道18号現道
- ナウマンゾウ発掘地交差点（信濃町野尻上町）
  - 町道（国道18号旧道）
- 野尻湖交差点（信濃町野尻新町）
  - 長野県道360号古間停車場野尻線
- （信濃町野尻土橋付近）
  - 町道（国道18号旧道）
- （信濃町野尻赤川付近）
  - 町道（国道18号旧道）

↓ 国道18号（妙高野尻バイパス）